# Fabio Gerli
Fabio Gerli (Roma, 23 dicembre 1996) è un calciatore italiano, centrocampista del Modena.

## Carriera
Dopo avere militato nei settori giovanili della Lazio e delle due società romane Futbolclub e Urbetevere, approda nel 2012 a quello della Virtus Entella.
Con la società di Chiavari  esordisce in serie B nel 2015. Disputa anche una partita con la nazionale under-19  e due con l’Italia under-20.
Nel gennaio 2016 passa in prestito al Santarcangelo in Lega Pro. Tornato a fine campionato all’Entella, nella stagione successiva scende in campo qualche volta in serie B, poi da gennaio 2017 è in prestito nuovamente in terza serie, questa volta alla Bassano Virtus.
Nelle due stagioni seguenti viene in entrambe dato in prestito nel mese di agosto dalla società ligure al Siena nella ridenominata Serie C. Nel 2019 la squadra toscana ne acquisisce la proprietà.
Terminata l’avventura senese, nel 2020 viene acquistato dal Modena. Con i canarini vince il campionato di serie C 2021/22, rinnova il contratto fino al 2024 e nella stagione successiva è titolare fisso in serie B.

## Statistiche

### Presenze e reti nei club
Statistiche aggiornate al 18 agosto 2025.
| Stagione              | Squadra               | Campionato            | Campionato | Campionato | Coppe nazionali | Coppe nazionali | Coppe nazionali | Coppe continentali | Coppe continentali | Coppe continentali | Altre coppe | Altre coppe | Altre coppe | Totale | Totale |
| Stagione              | Squadra               | Comp                  | Pres       | Reti       | Comp            | Pres            | Reti            | Comp               | Pres               | Reti               | Comp        | Pres        | Reti        | Pres   | Reti   |
| --------------------- | --------------------- | --------------------- | ---------- | ---------- | --------------- | --------------- | --------------- | ------------------ | ------------------ | ------------------ | ----------- | ----------- | ----------- | ------ | ------ |
| 2013-2014             | Virtus Entella        | LP1                   | -          | -          | CI-LP           | 2               | 0               | -                  | -                  | -                  | -           | -           | -           | 2      | 0      |
| 2014-2015             | Virtus Entella        | B                     | -          | -          | -               | -               | -               | -                  | -                  | -                  | -           | -           | -           | -      | -      |
| 2015-gen. 2016        | Virtus Entella        | B                     | 4          | 0          | CI              | 1               | 0               | -                  | -                  | -                  | -           | -           | -           | 5      | 0      |
| gen.-giu. 2016        | Santarcangelo         | LP                    | 15         | 0          | -               | -               | -               | -                  | -                  | -                  | -           | -           | -           | 15     | 0      |
| 2016-gen. 2017        | Virtus Entella        | B                     | 5          | 0          | CI              | 2               | 1               | -                  | -                  | -                  | -           | -           | -           | 7      | 1      |
| gen.-giu. 2017        | Bassano Virtus        | LP                    | 13         | 0          | -               | -               | -               | -                  | -                  | -                  | -           | -           | -           | 13     | 0      |
| 2017-2018             | Siena                 | C                     | 33+4       | 1+0        | -               | -               | -               | -                  | -                  | -                  | -           | -           | -           | 37     | 1      |
| ago. 2018             | Virtus Entella        | C                     | -          | -          | CI              | 1               | 0               | -                  | -                  | -                  | -           | -           | -           | 1      | -      |
| Totale Virtus Entella | Totale Virtus Entella | Totale Virtus Entella | 9          | 0          |                 | 6               | 1               |                    | -                  | -                  |             | -           | -           | 15     | 1      |
| ago. 2018-2019        | Siena                 | C                     | 26+1       | 2+0        | CI-C            | 1               | 0               | -                  | -                  | -                  | -           | -           | -           | 28     | 2      |
| 2019-2020             | Siena                 | C                     | 24+1       | 1+0        | CI +CI-C        | 1+3             | 0               | -                  | -                  | -                  | -           | -           | -           | 29     | 1      |
| Totale Siena          | Totale Siena          | Totale Siena          | 83+6       | 4+0        |                 | 5               | 0               |                    | -                  | -                  |             | -           | -           | 94     | 4      |
| 2020-2021             | Modena                | C                     | 37+2       | 1+0        | CI              | 1               | 0               | -                  | -                  | -                  | -           | -           | -           | 40     | 1      |
| 2021-2022             | Modena                | C                     | 36         | 1          | CI-C            | 1               | 0               | -                  | -                  | -                  | SC-C        | 0           | 0           | 37     | 1      |
| 2022-2023             | Modena                | B                     | 35         | 2          | CI              | 3               | 0               | -                  | -                  | -                  | -           | -           | -           | 38     | 2      |
| 2023-2024             | Modena                | B                     | 24         | 1          | CI              | 1               | 0               | -                  | -                  | -                  | -           | -           | -           | 25     | 1      |
| 2024-2025             | Modena                | B                     | 35         | 1          | CI              | -               | -               | -                  | -                  | -                  | -           | -           | -           | 35     | 1      |
| 2025-2026             | Modena                | B                     | 0          | 0          | CI              | 1               | 0               | -                  | -                  | -                  | -           | -           | -           | 1      | 0      |
| Totale Modena         | Totale Modena         | Totale Modena         | 167+2      | 6+0        |                 | 7               | 0               |                    | -                  | -                  |             | 0           | 0           | 176    | 6      |
| Totale carriera       | Totale carriera       | Totale carriera       | 287+8      | 10+0       |                 | 18              | 1               |                    | -                  | -                  |             | 0           | 0           | 313    | 11     |

## Palmarès

### Club

#### Competizioni nazionali
- Serie C: 1

Modena: 2021-2022 (girone B)
- Supercoppa Serie C: 1

Modena: 2022